# Copper Blue
Az 1992-es Copper Blue a Sugar debütáló nagylemeze. A NME 1992-ben az év albumának választotta. Szerepel az 1001 lemez, amit hallanod kell, mielőtt meghalsz című könyvben.

## Az album dalai
|     | Cím                         | Szerző(k)               | Hossz |
| --- | --------------------------- | ----------------------- | ----- |
| 1.  | The Act We Act              | Bob Mould               | 5:10  |
| 2.  | A Good Idea                 | Mould                   | 3:47  |
| 3.  | Changes                     | Walter Donaldson, Mould | 5:01  |
| 4.  | Helpless                    | Mould                   | 3:05  |
| 5.  | Hoover Dam                  | Mould                   | 5:27  |
| 6.  | The Slim                    | Mould                   | 5:14  |
| 7.  | If I Can't Change Your Mind | Mould                   | 3:18  |
| 8.  | Fortune Teller              | Mould                   | 4:27  |
| 9.  | Slick                       | Mould                   | 4:59  |
| 10. | Man on the Moon             | Mould                   | 4:32  |

## Közreműködők
- David Barbe – basszusgitár
- Tom Bender – keverés
- Mark C. – fényképek
- Lou Giordano – hangmérnök, producer
- Bob Mould – gitár, billentyűk, ének, ütőhangszerek; producer, hangmérnök
- Malcolm Travis – dob, ütőhangszerek
- Howie Weinberg – mastering

## Fordítás
Ez a szócikk részben vagy egészben a Copper Blue című angol Wikipédia-szócikk ezen változatának fordításán alapul.  Az eredeti cikk szerkesztőit annak laptörténete sorolja fel. Ez a jelzés csupán a megfogalmazás eredetét és a szerzői jogokat jelzi, nem szolgál a cikkben szereplő információk forrásmegjelöléseként.